# Rahman (Rumunia)
Rahman – wieś w Rumunii, w okręgu Tulcza, w gminie Casimcea. W 2011 roku liczyła 349 mieszkańców.
Przez wieś przepływa rzeka Topolog.